# Liste des commandos Kieffer
Le tableau ci-après donne la liste alphabétique des 177 commandos du 1er bataillon de fusiliers marins du capitaine de corvette Philippe Kieffer. Outre les Français, quatre commandos étaient luxembourgeois, un américain et un autrichien.

## Légende
- Grades des commandos britanniques, et correspondances avec armée de terre française et marine française :

| Groupe                | Grade             | Abréviation | Correspondance avec l'armée de terre française | Correspondance avec la marine française |
| --------------------- | ----------------- | ----------- | ---------------------------------------------- | --------------------------------------- |
| Officier supérieur    | Major             | Mjr         | Commandant                                     | Capitaine de corvette                   |
| Officiers subalternes | Captain           | Cpt         | Capitaine                                      | Lieutenant de vaisseau                  |
| Officiers subalternes | Lieutenant        | Lieut       | Lieutenant                                     | Enseigne de vaisseau de 1re classe      |
| Officiers subalternes | Second lieutenant | 2/Lieut     | Sous-Lieutenant                                | Enseigne de vaisseau de 2e classe       |
| Sous-officiers        | Warrant officer 1 | W/O 1       | Adjudant-chef                                  | Maître principal                        |
| Sous-officiers        | Sergeant major    | Sgt/Mjr     | Sergent-chef                                   | Premier maître                          |
| Sous-officiers        | Sergeant          | Sgt         | Sergent                                        | Second maître                           |
| Militaires du rang    | Lance sergeant    | L/Sgt       | Caporal-chef                                   | Quartier-maître de 1re classe           |
| Militaires du rang    | Caporal           | Cpl         | Caporal                                        | Quartier-maître de 2e classe            |
| Militaires du rang    | Lance caporal     | L/Cpl       | Soldat de 1re classe                           | Matelot de 1re classe                   |
| Militaires du rang    | Private           | Pvt         | Soldat de 2e classe                            | Matelot de 2e classe                    |

- Sections et spécialités :

1 (Troop 1) ; 8 (Troop 8) ; …
HQ (Headquarters) = Quartier général
KG (K-Gun) = Section de mitrailleuses
M = Service médical
O = Chef de section
R = Radio
T = Transport

## Membres
| n°  | Grade    | Prénom          | Nom | Unité             | Badge n° | Matricule (FN)           | Commentaires / décorations |
| --- | -------- | --------------- | --- | ----------------- | -------- | ------------------------ | --- |
| 1   | Major    | Philippe        | Kieffer | HQ                | 001      | 113 FN 40                | Blessé le 6 juin, évacué le 8. De retour le 13 juillet. |
| 2   | L/Cpl.   | André           | Allain | 1                 | 021      | 2396 FN 42               | Blessé le 6 juin. |
| 3   | Lieut.   | Pierre          | Amaury | KG – O            | 133      |                          | Blessé et évacué le 6 juin. |
| 4   | Pvt.     | François        | Andriot | KG                | 184      | 1163 FN 43               | A fait toute la bataille de Normandie sans être blessé. |
| 5   | L/Cpl.   | Albert          | Archieri | 8                 | 077      | 536 FN 43                | A fait toute la bataille de Normandie sans être blessé. |
| 6   | Cpl.     | René            | Autin | 1                 | 022      | 6649 FN 42               | A fait toute la bataille de Normandie sans être blessé. Mort à 38 ans à son retour à Saint Pierre et Miquelon. |
| 7   | 2/Lieut. | André           | Bagot | 8                 | 135      | 10802 FN 40              | Blessé le 4 août 1944 au bois de Bavent |
| 8   | L/Cpl.   | Noël            | Ballaro | 8                 | 089      | 10046 FN 41              | |
| 9   | Sgt.     | Maurice         | Barbe | 8                 | 141      | 1010 FN 43               | Blessé grièvement le 24 juillet puis évacué. |
| 10  | L/Cpl.   | Louis           | Bégot | 1                 | 044      | 7535 FN 41               | Le 10 juin, devant Amfreville, il est gravement blessé au visage ce qui le laissera défiguré à vie. Officier de la Légion d'honneur, CG avec palme.                                                                      |
| 11  | Cpl.     | André           | Bernard | 8                 | 152      | 273 FN 42                | A fait toute la bataille de Normandie sans être blessé. |
| 12  | L/Cpl.   | Bernard         | Beux | 1                 | 031      | 4908 FN 40               | Blessé et évacué le 6 juin. |
| 13  | Cpl.     | Jean            | Biestro | 8                 | 166      | 1136 FN 43               | Blessé et évacué le 6 juin. |
| 14  | Sgt.     | Pierre          | Boccadoro | 1                 | 018      | 606 FN 42                | Blessé le 21 juillet près de Caen |
| 15  | L/Cpl.   | Gwenn-Aël       | Bolloré (dit « Bollinger ») | M                 | 147      | 191 FN 43                | A fait toute la bataille de Normandie sans être blessé. |
| 16  | L/Sgt.   | Ouassini        | Bouarfa | M                 | 129      | 908 FN 43                | Blessé et évacué le 6 juin. |
| 17  | L/Cpl.   | Georges         | Bouchard | 1                 | 142      | 5477 FN 41               | Blessé et évacué le 6 juin. |
| 18  | L/Cpl.   | Étienne         | Bougrain | R                 | 083      | 10893 FN 42              | Mort en 1949, des suites de maladie contractée en service. |
| 19  | L/Cpl.   | Jean            | Bouilly | 1                 | 176      | 5385 FN 41               | |
| 20  | Pvt.     | Robert          | Boulanger (dit « La Boulange ») | 8                 | 101      | 2037 FN 42               | Évacué malade le 30 juillet 1944 |
| 21  | L/Cpl.   | André           | Bourret | 1                 | 124      | 190 FN 42                | Blessé durant la bataille de Normandie. Mort et inhumé à Montpeyroux (Dordogne) en 1992 |
| 22  | L/Cpl.   | Gaston          | Briand (dit « le Canadien ») | 8                 | 095      | 500 FN 43                | Évacué malade le 16 juin 1944. |
| 23  | Sgt.     | Paul            | Briat | R – O             | 003      | 6201 FN 40               | Blessé par accident le 13 juin à Amfreville. CG avec étoile de bronze. |
| 24  | Sgt.     | Roger           | Bucher | 1                 | 028      | 240 FN 42                | Blessé et évacué le 6 juin. |
| 25  | Cpl.     | Louis           | Cabellan | 1                 | 017      | 428 FN 42                | Blessé et évacué le 6 juin. |
| 26  | L/CPL    | Maurice Raymond | Caille | 8                 | 88       | 10409 FN 42              | |
| 27  | Sgt.     | André           | Cartier | KG                | 151      | 10422 FN 43              | |
| 28  | Cpl.     | Laurent         | Casalonga | 1                 | 013      | 429 FN 42                | Blessé et évacué le 6 juin. |
| 29  | Cpl.     | Jean-Marie      | Cevoz-Mami | 8                 | 084      | 1836 FN 40               | Blessé le 25 juillet 1944 dans le secteur de Bréville |
| 30  | Sgt/Mjr. | Paul            | Chausse | 8                 | 065      | 10804 FN 40              | A fait toute la bataille de Normandie sans être blessé. |
| 31  | Cpl.     | Maurice         | Chauvet de la Porterie | HQ                | 119      | 538 FN 43                | Blessé le 10 juin. CG étoile d'argent, CG étoile de bronze. |
| 32  | Cpl.     | Paul            | Chouteau | 8                 | 126      | 968 FN 43                | Blessé et évacué le 6 juin. |
| 33  | L/Cpl.   | Daniel          | Coppin | 8                 | 204      | 10892 FN 40              | Blessé et évacué le 6 juin. |
| 34  | Pvt.     | Maurice         | Corbin | 1                 | 190      | 1337 T 42                | |
| 35  | L/Sgt.   | Georges         | Coste(s) | KG                | 168      | 1155 FN 43               | |
| 36  | L/Cpl.   | Jean            | Couturier | R                 | 155      | 14624 FN 43              | Blessé et évacué le 6 juin. |
| 37  | L/Sgt.   | Robert          | Croizer | 8                 | 097      | 2110 T 41                | Tué le 10 juin à Amfreville après avoir reçu un éclat d'obus dans la tête. |
| 38  | L/Cpl.   | Louis           | Danson | KG                | 169      | 487 FN 43                | |
| 39  | L/Cpl.   | René            | Dechamboux | 1                 | 145      | 68 FN 43                 | |
| 40  | Cpl.     | Paul            | Demonet (dit « le Colonel ») | KG                | 182      | 1205 FN 43               | Blessé et évacué le 6 juin. |
| 41  | L/Cpl.   | André           | Denereaz | R                 | 015      | 177 FN 42                | CG avec étoile d'argent |
| 42  | L/Cpl.   | Marcel          | Derrien | 1                 | 053      | 328 FN 43                | Blessé et évacué le 6 juin. |
| 43  | L/Cpl.   | Fernand         | Devager | HQ                | 025      | 5702 FN 41               | Évacué malade le 29 juillet, rejoint le commando le 7 août. CG étoile de vermeil. |
| 44  | L/Sgt.   | Henri (Rachmil) | Dorfsman | 8                 | 118      | 731 FN 41                | A fait toute la bataille de Normandie sans être blessé. |
| 45  | L/Cpl.   | Roger           | Ducasse | 8                 | 106      | 728 FN 40                | |
| 46  | Sgt.     | Raymond         | Dumenoir (dit « Pépé ») | 1                 | 007      | 736 FN 40                | Tué le 6 juin sur la plage. |
| 47  | L/Cpl.   | Alexandre       | Dupont | 8                 | 158      | 4137 FNFL 41             | Blessé en août 1944 au bois de Bavent |
| 48  | Cpl.     | Pierre          | Ernault | 8                 | 087      | 87 FN 41                 | |
| 49  | L/Cpl.   | Georges         | Fagou | 1                 | 146      | 200 Cas 43               | Blessé gravement le 18 juin. |
| 50  | W/O.1    | Hubert          | Faure | 1                 | 134      | 1149 FN 43               | Effectue le débarquement du 6 juin. Le 7 juillet 1944, malade, il est évacué. Il est de retour au sein du commando dès le 18 août 1944. Croix de guerre 1939-1945 avec palme. Il meurt le 17 avril 2021, âgé de 106 ans. |
| 51  | L/Cpl.   | Raymond         | Flesch | 1                 | 153      | 66 FN 43                 | Tué le 6 juin sur la plage. |
| 52  | Cpl.     | André           | Foliot | 8                 | 076      | 10525 FN 41              | Rapatrié en Angleterre en août 1944, pour fatigue. |
| 53  | L/Cpl.   | Robert          | Fougère (dit « P. Pons ») | 8                 | 091      | 537 FN 43                | Blessé et évacué le 11 juin à Amfreville. |
| 54  | Cpl.     | Lucien Joseph   | Fourer | 8                 | 099      | 10407 FN 42              | Meurt le 10 juin 1944 à Amfreville. |
| 55  | L/Cpl.   | Marcel          | Fromager | 1                 | 127      | 642 FN 42                | Blessé et évacué le 6 juin. |
| 56  | L/Cpl.   | Roland          | Gabriel | 1                 | 041      | 4912 FN 40               | Blessé et évacué le 11 juin à Amfreville. |
| 57  | Cpl.     | Robert          | Gadou | R                 | 039      | 5821 FN 41               | |
| 58  | L/Cpl.   | Jack            | Galton | 8                 | 117      | 2591 B 33 puis 389 FN 43 | |
| 59  | Cpl.     | Marcel          | Gannat | 8                 | 086      | 14803 FN 43              | Blessé le 4 août au bois de Bavent. |
| 60  | Cpl.     | Fernand         | Garrabos | 1                 | 123      | 68 FN 42                 | Blessé le 11 juin 1944. |
| 61  | Cpl.     | "Jean" (Otto)   | "Gauthier" (Zivohlava) | 1                 | 016      | 437 FN 42                | De nationalité autrichienne, il avait choisi un nom français en entrant à la Légion étrangère. |
| 62  | Cpl.     | Léon            | Gautier,. À la mort de son camarade Hubert Faure le 17 avril 2021, il est présenté dans la presse comme le dernier survivant du commando Kieffer. | 8                 | 098      | 10887 FN 40              | A fait toute la bataille de Normandie sans être blessé. |
| 63  | Pvt.     | René            | Gesrel | KG                | 175      | 900 FN 43                | Mort le 10 juin 1944 à Amfreville. |
| 64  | Pvt.     | Marcel          | Gery | KG                | 185      | 4788 FN 14               | |
| 65  | L/Cpl.   | Georges         | Gicquel | 8                 | 163      | 4822 FN 40               | Blessé et fait prisonnier par les Allemands le 24 juillet 1944. Il aurait été torturé et pendu par les pieds ; son corps n'a pas été retrouvé.                                                                           |
| 66  | L/Cpl.   | Louis           | Godard | R                 | 148      | 643 FN 43                | CG avec étoile de bronze |
| 67  | Pvt.     | Léon            | Goujon | R                 | 143      | 1162 FN 43               | Évacué malade le 20 juin à Amfreville, rejoint son unité le 15 août ; évacué malade le 17 août à Bavent ; CG avec étoile de bronze.                                                                                      |
| 68  | Cpl.     | Olivier         | Gouriou | HQ                | 012      | 425 FN 42                | |
| 69  | L/Cpl.   | Albert          | Grail | 8                 | 167      | 880 FN 42                | Blessé le 27 juillet 1944. |
| 70  | L/Cpl.   | Félix           | Grinspin | 8                 | 121      | 508 FN 43                | Seul survivant du raid en Hollande du 27 au 28 février 1944, sous les ordres du commandant Trépel. |
| 71  | Pvt.     | Francis         | Guezennec | KG                | 177      | 1157 FN 43               | |
| 72  | Pvt.     | Pierre          | Giudicelli | 8                 | 164      | 12592 FN 43              | |
| 73  | Cpl.     | Joseph          | Guilcher | 8                 | 102      | 5056 FN 40               | Blessé et évacué le 6 juin. |
| 74  | L/Cpl.   | Guillaume       | Guillou | 1                 | 049      | 215 FN 43                | |
| 75  | L/Cpl.   | Eugène          | Guinnebault | 8                 | 078      | 469 FN 43                | Blessé et évacué le 6 juin. |
| 76  | Pvt.     | Émile           | Guy | KG                | 187      | 1003 Cas 44              | |
| 77  | L/Cpl.   | Jacques         | Guyader | 8                 | 160      | 980 FN 43                | |
| 78  | Sgt.     | Guy             | Hattu | HQ                | 046      | 75 FN 41                 | Malade le 7 juillet, rejoint son unité le 22 juillet. |
| 79  | Sgt.     | Joseph          | Horny | 1                 | 074      | 5899 FN 40               | |
| 80  | Sgt.     | Joseph          | Hourcourigaray (dit « Coucou ») | 8                 | 114      | 3712 FN 40               | Blessé et évacué le 6 juin. |
| 81  | 2/Lieut. | Augustin        | Hubert | KG                | 136      | 56123 Terre              | Tué le 6 juin lors du débarquement. |
| 82  | 2/Lieut. | Léopold         | Hulot | 8                 | 064      | 54759 Terre              | Blessé le 6 juin, évacué le 12. |
| 83  | L/Sgt.   | Raymond         | Jovenin | 8                 | 159      | 1164 FN 43               | Évacué pour maladie le 15 juin 1944. |
| 84  | L/Cpl.   | Armand          | Jung | 8                 | 100      | 14506 FN 43              | Blessé le 6 juin, non évacué, blessé de nouveau le 10. |
| 85  | Cpl.     | Jean            | Kermarec | 1                 | 011      | 427 FN 42                | Évacué pour maladie le 2 juillet 1944. |
| 86  | Sgt/Maj. | Frédéric        | Klopfenstein | 8                 | 067      | 4810 FN 40               | Blessé et évacué le 6 juin. |
| 87  | L/Cpl.   | Marcel          | Labas | KG                | 170      | 458 FN 43                | Tué le 6 juin lors du débarquement. |
| 88  | Cpl.     | Jean            | Laffont | R                 | 082      | 10448 FN 43              | A fait toute la bataille de Normandie sans être blessé. |
| 89  | Cpl.     | Marcel          | Lahouze | 1                 | 033      | 427 FN 40                | Blessé et évacué le 6 juin. |
| 90  | Sgt.     | Louis           | Lanternier | 1                 | 009      | 1578 FN 40               | |
| 91  | L/Cpl.   | Guy             | Laot | 8                 | 090      | 10899 FN 40              | Tué le 25 juin 1944. Citation à l'ordre du corps d'armée le 12 août 1944 puis attribution de la CG avec palme, |
| 92  | Sgt/Maj. | Abel            | Lardennois | 1                 | 137      | 1166 FN 43               | A fait toute la bataille de Normandie sans être blessé. Alias François Voirin |
| 93  | Sgt.     | Joseph-Mathurin | Laventure | 1                 | 139      | 10533 FN 41              | Blessé et évacué le 6 juin. |
| 94  | Sgt/Maj. | Michel          | Lavezzi | 8                 | 066      | 10808 FN 40              | |
| 95  | Cpl.     | Joseph          | Le Bris | KG                | 174      | 1017 Cas 44              | |
| 96  | Cpl.     | Henri           | Lechaponnier | 8                 | 115      | 501 FN 43                | Blessé et évacué le 6 juin. |
| 97  | L/Cpl.   | Maurice         | Le Floch | 8                 | 040      | 1419 FN 40               | |
| 98  | L/Cpl.   | Maxime          | Legrand | R                 | 156      | 756 FN 42                | Blessé le 11 juin à Amfreville. CG avec étoile d'argent. |
| 99  | Cpl.     | Jean            | Le Moigne | KG                | 181      | 470 FN 42                | Tué le 6 juin face au casino. |
| 100 | L/Cpl.   | Raymond         | Le Morvan | 1                 | 043      | 762 FN 40                | |
| 101 | L/Sgt.   | Joseph          | Le Naour | 1                 | 075      | 14502 FN 40              | |
| 102 | L/Cpl.   | Roger           | Leaustic | 1                 | 030      | 442 FN 40                | Blessé et évacué le 6 juin. |
| 103 | L/Cpl.   | Pierre          | Le Reste (dit « Rabiot ») | 8                 | 085      | 10435 FN 43              | |
| 104 | L/Cpl.   | Albert          | Le Rigoleur | 8                 | 130      | 1043 FN 43               | Blessé et évacué le 8 juin. |
| 105 | Pvt.     | Robert          | Lesca | 8                 | 109      | 2403 FN 40               | |
| 106 | Cpl.     | Jean            | Létang | 8                 | 105      | 10870 FN 40              | Tué le 6 juin près du château d'Ouistreham. |
| 107 | Cpt.     | Robert          | Lion (Dr) | M - O             | 193      | 55533 Terre              | Tué le 6 juin face au casino. |
| 108 | Lieut.   | Alexandre       | Lofi | 8 – O             | 063      | 10801 FN 40              | Blessé légèrement le 6 sur le pont de Bénouville, puis le 20 août 1944. |
| 109 | Sgt.     | Michel          | Logeais | 8                 | 069      | 10838 FN 40              | |
| 110 | Cpl.     | René            | Lossec | 1                 | 010      | 423 FN 42                | Blessé le 6 juin, non évacué. Blessé à nouveau dans le bois d'Amfreville, évacué. |
| 111 | L/Cpl.   | Roger           | Madrias | 1                 | 057      | 10163 FN 41              | Évacué pour maladie le 2 août 1944 et rejoint son unité le 9 août 1944. |
| 112 | Cpl.     | Félix           | Magy | 1                 | 035      | 4800 FN 40               | Blessé et évacué le 11 juin 1944. |
| 113 | Pvt.     | André           | Maler | 8                 | 162      | 1159 FN 43               | Blessé le 24 juillet 1944. |
| 114 | Sgt.     | Paul            | Mariaccia | 8                 | 073      | 10540 FN 41              | Blessé et évacué le 10 juin 1944. |
| 115 | L/Cpl.   | Roger           | Massin | 8                 | 094      | 483 FN 43                | |
| 116 | L/Cpl.   | Jean            | Masson | 1                 | 144      | 1610 T 41                | Blessé sur la plage le 6 juin et évacué le 9 juin. Mort le 25 février 2019. |
| 117 | 2/Lieut. | Jean            | Mazeas | 1                 | 037      | 5745 FN 40               | Blessé et évacué le 6 juin. |
| 118 | Sgt.     | Georges         | Messanot (dit « Biscuit ») | 8                 | 071      | 10410 FN 42              | |
| 119 | L/Cpl.   | Yves            | Meudal, | 1                 | 059      | 287 FN 43                | A fait toute la bataille de Normandie sans être blessé. |
| 120 | L/Sgt.   | Jean            | Moal | R                 | 113      | 14511 FN 43              | |
| 121 | Pvt.     | Robert          | Moguerou | 8                 | 161      | 1165 FN 43               | |
| 122 | L/Cpl.   | Yvan            | Monceau | KG                | 173      | 169 R 39                 | Mort le 1er novembre 1944 |
| 123 | L/Cpl.   | Jean            | Montéan | 8                 | 112      | 557 FN 43                | Mort en novembre 1944 en Hollande dans le cadre d'une autre opération. |
| 124 | Sgt.     | Guy             | de Montlaur | 1                 | 045      | 9 FN 43                  | CG avec 7 citations dont 4 palmes. Blessé en novembre 1944. |
| 125 | Cpl.     | Jean            | Morel, | 1                 | 020      | 4839 FN 40               | Le 6 juin, il tombe entre les deux barges, perd son arme et a failli se noyer. Le 18 juillet, il est blessé et inconscient, obligé de se démobiliser.                                                                    |
| 126 | Sgt.     | "Henri" (Henry) | "Nassau de Warigny" (Kinet) | T - O             | 027      | 433 FN 42                | Nom de guerre adopté pour éviter que son père, américain vivant alors à Paris, ne subisse des représailles. Blessé et évacué le 11 juin à Amfreville.                                                                    |
| 127 | Cpt.     | René Paulin     | de Naurois | HQ - M (aumônier) | 396      |                          | Évacué malade le 21 juillet à Bréville. |
| 128 | L/Cpl.   | Antoine         | Neven | 1                 | 062      | 10002 FN 43              | De nationalité luxembourgeoise |
| 129 | Pvt.     | Jean            | Neven | 1                 | 189      | 10023 FN 43              | De nationalité luxembourgeoise. A fait toute la bataille de Normandie sans être blessé. Meurt le 2 novembre 1944. |
| 130 | L/Cpl.   | Joseph          | Nicot | 1                 | 042      | 5372 FN 41               | |
| 131 | L/Cpl.   | Marcel          | Niel | 1                 | 054      | 5728 FN 41               | |
| 132 | Pvt.     | Richard         | Ohliger | 8                 | 154      | 1152 FN 43               | |
| 133 | Pvt.     | Jean            | Ollivier (Guivarc'h) | KG                | 172      |                          | Également appelé Olivier Guivarc'h A fait toute la bataille de Normandie sans être blessé. |
| 134 | L/Sgt.   | Georges         | Paillet | T                 | 080      | 10655 FN 40              | |
| 135 | L/Cpl.   | Jean            | Pérone | 1                 | 149      | 10401 FN 40              | Blessé gravement le 6 juin et évacué. |
| 136 | Pvt.     | Félix           | Peters | KG                | 179      | 10022 FN 43              | De nationalité luxembourgeoise - Meurt le 17 juin 1944 à Amfreville. |
| 137 | L/Cpl.   | Robert          | Piaugé | 1                 | 048      | 5442 FN 40               | Blessé et évacué le 6 juin. |
| 138 | L/Cpl.   | Guy             | Picou | 1                 | 014      | 5850 FN 41               | Blessé plusieurs fois, il est gravement brûlé aux jambes le 15 août puis évacué. |
| 139 | Lieut.   | Jean            | Pinelli | 1                 | 002      | 994 FN 40                | Blessé et évacué le 6 juin. |
| 140 | Cpl.     | Jérôme          | Piriou | KG                | 060      | 326 FN 43                | |
| 141 | L/Cpl.   | Jules           | Plancher | 8                 | 103      | 470 FN 43                | |
| 142 | L/Cpl.   | Nicolas         | Poli | 1                 | 061      | 238 FN 43                | |
| 143 | L/Cpl.   | Louis           | Prévost | 8                 | 092      | 230 FN 40                | |
| 144 | Pvt.     | Jean            | Priez | KG                | 180      | 108 FN 42                | Blessé et évacué le 10 juin. |
| 145 | L/Cpl.   | Yves            | Quentric | 1                 | 058      | 213 FN 43                | |
| 146 | Cpl.     | Pierre          | Querré | 1                 | 125      | 38 FN 42                 | Blessé et évacué le 6 juin. |
| 147 | L/Cpl.   | Marcel          | Raulin | 1                 | 023      | 5394 FN 40               | |
| 148 | Pvt.     | Marcel          | Ravel | KG                | 171      | 1161 FN 43               | Mort le 21 mai 1988 à la Tronche (Isère). Il était matelot et mitrailleur. Croix de guerre et croix du combattant de la résistance volontaire. Son pseudonyme de résistant (maquis de l'Oisans) était Robespierre.       |
| 149 | L/Cpl.   | Jean            | Reiffers | 8                 | 116      | 10001 FN 43              | De nationalité luxembourgeoise - Blessé et évacué le 6 juin. |
| 150 | L/Cpl.   | Émile           | Renault | 1                 | 055      | 203 FN 42                | Tué le 6 juin face au casino. |
| 151 | Cpl.     | Henri           | Richemont | R                 | 132      | 446 FN 42                | Blessé gravement le 12 juin. |
| 152 | Cpl.     | Pierre          | Richen | T                 | 079      | 794 L 38                 | |
| 153 | L/Cpl.   | Marcel          | Riveau | 8                 | 107      | 10428 FN 42              | |
| 154 | Sgt.     | Robert          | Roelandt | 8                 | 068      | 10839 FN 40              | |
| 155 | L/Cpl.   | Paul            | Rollin | 1                 | 120      | 492 FN 43                | Gravement blessé lors du débarquement, il est rapatrié en Angleterre ; il y meurt le 12 juin. |
| 156 | Cpl.     | Georges         | Ropert | 1                 | 019      | 422 FN 42                | Évacué pour maladie le 2 août. |
| 157 | Pvt.     | René            | Rossey, | KG                | 183      | 12767 FN 43              | Blessé le 6 juin sur la plage, continue le combat et a fait toute la bataille de Normandie. |
| 158 | L/Cpl.   | Marius          | Rougier | 8                 | 108      | 543 FN 43                | Blessé et évacué le 6 juin. |
| 159 | Pvt.     | Jean            | Rousseau | 1                 | 186      | 5857 FN 41               | Tué le 6 juin sur la plage. |
| 160 | Cpl.     | Robert          | Roux | T                 | 081      | 10453 FN 43              | Blessé le 10 juin à Amfreville. |
| 161 | Cpl.     | Marcel          | Rouxel | 8                 | 131      | 799 FN 43                | |
| 162 | Cpl.     | Yvan            | Ruppé | 1                 | 150      | 1129 FN 43               | A fait toute la bataille de Normandie sans être blessé. Meurt en novembre 1944 en Hollande dans le cadre d'une autre opération.                                                                                          |
| 163 | Sgt.     | Robert          | Saerens | KG                | 072      | 10828 FN 41              | |
| 164 | L/Cpl.   | Joseph          | Salaun | 1                 | 128      | 1000 FN 43               | |
| 165 | Cpl.     | Georges         | Scherer | 1                 | 029      | 6299 FN 41               | Brûlé à Pegasus Bridge, évacué le 18 juillet 1944 |
| 166 | Sgt.     | Jacques         | Senée | 8                 | 140      | 1185 FN 43               | Blessé le 10 juin, il refuse d’être évacué et est opéré sur place. |
| 167 | Cpl.     | Jean            | Simon | 1                 | 006      | 37 FN 40                 | A fait toute la bataille de Normandie sans être blessé. |
| 168 | L/Cpl.   | Robert          | Strina | 8                 | 104      | 10040 FN 41              | |
| 169 | Cpl.     | Pierre          | Tanniou | 1                 | 004      | 5235 FN 40               | Évacué pour maladie le 21 août 1944. |
| 170 | Sgt.     | Marc            | Thubé | 8                 | 138      | 1203 FN 43               | Blessé et évacué le 31 juillet. |
| 171 | L/Cpl.   | Eugène          | Troyard | 8                 | 096      | 5492 FN 41               | |
| 172 | L/Cpl.   | Charles         | Valentin | KG                | 178      | 2241 FN 40               | |
| 173 | Cpl.     | Pierre          | Vinat | 1                 | 034      | 94 FN 42                 | Mort le 11 juin 1944. |
| 174 | L/Cpl.   | Michel          | Vincent | 1                 | 056      | 239 FN43                 | Blessé et évacué le 6 juin. |
| 175 | Lieut.   | Francis         | Vourc'h | 8                 | 005      | 5608 FN 40               | CG avec étoile de vermeil. |
| 176 | Lieut.   | Guy             | Vourc'h | 1 – O             | 036      | 5608 FN 40               | Blessé et évacué le 6 juin. |
| 177 | L/Cpl.   | Henri           | Wallen | 8                 | 165      | 6958 T 42                | Blessé et évacué le 6 juin. |

### ARemarques
Par rapport à la liste des 177 du tableau ci-dessus :
- Bolloré cite deux commandos qui ne figurent pas dans le tableau (Pvt. J. Abdallah et L/Cpl. R. Bascoulergue), et n'en cite pas deux qui y figurent (L/Cpl. E. Guinebault et Pvt. J. Bouilly). Il cite les cinq commandos suivants, comme étant arrivés en cours de campagne : Pvt. J. Bouilly (en réalité, il fait partie des 177 ci-dessus) ; Pvt J. Lachère ; L/Cpl. R. Spinetta ; Capt. de Willer (Willenich) ; Pvt Y. Vourch.
- Le site commandokieffer.canalblog ne cite pas Pvt. J. Ollivier ou Guivarch'.
- En cours de vérification: Pierre Barlet a débarqué le 6 juin dans une barge du commando Kieffer, mais n'en faisait pas partie était un volontaire de la France Libre.

En cours de vérification : Jean Le Goff a débarqué le 6 juin, depuis une barge du commando Kieffer, mais ne faisait pas partie de ce commando. A été repêché par le commando dans la Manche dans la nuit du 5 au 6 juin? http://ecole.nav.traditions.free.fr/177_legoff.htm

#### Anciens du «177»
- Philippe Kieffer (commandant), Béret vert, Éditions France-Empire, 1969
- Gwenn-Aël Bolloré dit « Bollinger », Nous étions 177…, préface de Lord Lovat, Éditions France-Empire, 1964
- Maurice Chauvet , D-Day 1er B.F.M. Commando, Éditions Amicale des anciens parachutistes SAS & Commando, 1974
- René de Naurois, Aumônier de la France libre, éd. Perrin, 2004, 288 p.  (ISBN 2-262-02118-X)

#### Études contemporaines
- Benjamin Massieu, Philippe Kieffer - Chef des commandos de la France libre, Éditions Pierre de Taillac, octobre 2013, 288 pages (réédition avec annexes dont biographie de Charles Trépel - 320 pages - mai 2014)
- Stéphane Simonnet, Le Commandant Kieffer : Le Français du jour J, Éditions Tallandier, 2012
- Stéphane Simonnet, Les 177 français du jour J, Éditions Tallandier, 2014
- Patrice Rolli, « Au cœur du débarquement en Normandie avec le commando Kieffer : témoignage exceptionnel du Maître principal Hubert Faure (6 juin 1944) », Le Périgord dans la Seconde Guerre mondiale, Chronique des années noires du Mussidanais et de l'Ouest de la Dordogne, Éditions L'Histoire en Partage, 2012. À propos du parcours de ce commando voir également Camouflage du matériel (CDM) dans l’armée d’armistice en Dordogne et plans secrets (1940-1942) : témoignage d’Hubert Faure.

#### Roman
- Georges Fleury, Les Français du jour J, Éditions Grasset, 1994

### Articles
- Tendance Ouest.com : « Dday, témoignage d'Hubert Faure du commando Kieffer »

### Sources et liens externes
- Musée du no 4 commando d'Ouistreham
- Parcours d'officiers dans la Royale
- Wiki Commando Kieffer
- Netmarine.net/forces/commando/histocommando/
- Ploudalmezeau/histoire-et-patrimoine_Pierre Ernault
- Commandokieffer.canalblog
- Fondation de la France Libre